# Seann Walsh
Seann Walsh (Lewisham, 2 de diciembre de 1985) es un comediante británico.

## Carrera
Walsh se graduó de los talleres de comedia de Jill Edwards ay realizó su primer concierto en noviembre de 2006. Ganó varios premios al principio de su carrera, incluyendo el Leicester Mercury Comedian of the Year (2009) y el Chortle Best Newcomer (2009). Walsh apoyó a Stephen K. Amos en su las giras Find the Funny 2008/09 y The Feelgood Factor 2009/10, así como en el Festival de Reading y de Leeds de 2010.
Walsh fue presentador residente en Comic Boom de Komedia en Brighton y también ha sido un «asistente de audiencia» (una versión más reciente del comediante tradicional de calentamiento) para QI.
Walsh realizó su show de 2012 Seann to Be Wild en el Edinburgh Festival Fringe y recorrió el país con él. Ha presentado shows con el comediante Josh Widdicombe llamado «Ying and Young». Su show de Edinburgh Fringe de 2013, The Lie-In King, recibió buena prensa.
Su estilo de comedia en vivo ha sido descrito como «impresionantemente universal, pesado como una mordaza y observaciona».
En 2017, presentó un programa semanal en FUBAR Radio con su amigo, Mark Simmons.
El 17 de agosto de 2018, Walsh fue anunciado como una de las celebridades que competirán en la serie 16 de Strictly Come Dancing, siendo emparejado con la bailarina profesional Katya Jones. El 28 de octubre de 2018, fueron la quinta pareja en ser eliminada quedando en el décimo puesto.

## Vida personal
Walsh fue criado en Brighton. Salió de la escuela con un pase de examen GCSE en drama. Es un apasionado fanático de Queens Park Rangers.

## Filmografía

### Televisión
- The Bill – Pirómano sospechado (2007)
- Argumental – Capitán de equipo desde la serie 4 (2011)
- Grouchy Young Men
- Mock the Week – BBC Two (agosto de 2009, julio de 2010, junio de 2011, octubre de 2013)
- Russell Howard's Good News Extra – BBC Three (1 de mayo de 2010)
- Big Brother's Big Mouth – E4 (junio de 2010)
- The 5 O'Clock Show (21 de julio de 2010)
- Richard Bacon's Beer & Pizza Club (20 de octubre de 2010)
- Michael McIntyre's Comedy Roadshow (octubre de 2010)
- Comic Relief's 24 Hour Panel People (marzo de 2011)
- Stand Up for the Week (marzo de 2011)
- Good News Week (Australia, mayo de 2011)
- 8 Out of 10 Cats (1 de julio de 2011)
- Never Mind the Buzzcocks (octubre de 2011, noviembre de 2012, noviembre de 2013, octubre de 2014)
- Live at the Apollo (serie 7, episodio 1) (2011)
- Mad Mad World (ITV, primavera de 2012)
- Celebrity Juice – (ITV2; 2013)
- Seann Walsh World – Comedy Central (2013)
- Big Bad World – Comedy Central (2013) como Eggman
- Virtually Famous – Capitán de equipo (2014 hasta el presente)
- 24 Hours To Go Broke - 2/5 Ireland Dave (20-05-2014)
- Alan Carr's New Year's Specstacular (31 de diciembre de 2014)
- Play to the Whistle (ITV; 2015) - panelista regular, 7 episodios
- Padre de familia (Cox; 2013) - Estrella invitada (temporada 12, episodio 3)
- Tonight at the London Palladium (1 de junio de 2016)
- Bad Move (ITV 2017–presente)

### Radio
- Loose Ends v BBC Radio 4 (marzo de 2009)
- The Jon Richardson Show – BBC 6 Music (noviembre de 2009)
- Nick Grimshaw's Radio Show – BBC Radio 1 (junio de 2010)
- Matt Forde's Show – Talksport Radio (mayo y junio de 2010)
- Act Your Age – BBC Radio 4 (abril de 2011)

## Premios
- Ganador: Leicester Mercury, «Comedian of the Year» (2009)
- Ganador: Premios Chortle, «Best Newcomer» (2009)
- Segundo puesto: Hackney Empire New Act of the Year (2009)
- Segundo puesto: Amused Moose Laugh Off (2008)
- Segundo puesto: So You Think You're Funny (2008)